# Alfacoronavirus
Alfacoronavirusurile (Alphacoronavirus) este un gen de coronavirusuri din subfamilia Orthocoronavirinae, familia Coronaviridae. Alfacoronavirusurile infectează numai mamiferele, printre acestea se numără coronavirusul canin, coronavirusurile feline (virusul peritonitei infecțioase feline și coronavirusul enteric felin), coronavirusurile porcine (coronavirusul respirator porcin, virusul gastroenteritei transmisibile a porcului, virusul diareei epidemice porcine, virusul sindromului diareii acute porcine), coronavirusurile umane (coronavirusul uman 229E și coronavirusul uman NL63) și mai multe coronavirusuri  ale liliecilor. Alfacoronavirusurile erau încadrate mai înainte în "grupul 1" al coronavirusurilor.

## Caracteristici distinctive
Virusurile din acest gen formează un grup monofiletic distinct în cadrul subfamiliei Orthocoronavirinae (= Coronavirinae). În afară de relația lor filogenetică relativ strânsă, singurele caracteristici generale care le deosebesc de alte coronavirusuri sunt:
- o structură unică a  proteinei nestructurale nsp1, distinctă ca mărime și secvență de proteina nestructurală nsp1 a betacoronavirusurilor și fără un echivalent la gamacoronavirusuri
- prezența unei gene accesorii comune (denumită ORF3 la majoritatea speciilor de alfacoronavirus, ORF3b la virusul gastroenteritei transmisibile și 3c la coronavirusul felin/coronavirusul canin) care codifică o proteină membranară alfacoronavirală multipas (αmp) accesorie. În timp ce unele alfacoronavirusuri au o singura proteină accesorie αmp, altele pot avea până la cel puțin șase gene accesorii, de ex., coronavirusul canin.

## Clasificarea
Genul Alphacoronavirus include 14 subgenuri (Colacovirus, Decacovirus, Duvinacovirus, Luchacovirus, Minacovirus, Minunacovirus, Myotacovirus, Nyctacovirus, Pedacovirus, Rhinacovirus, Setracovirus, Soracovirus, Sunacovirus, Tegacovirus) și 19 specii cu mai multe tulpini. Un număr mare de alfacoronavirusuri nu sunt încă clasificate.